# مديح الظل العالي
مديح الظل العالي، مجموعة شعرية من مؤلفات الشاعر العربي الفلسطيني محمود درويش، صدرت في عام 1983، عن دار العودة في بيروت، لبنان.